# City of Holroyd
City of Holroyd var en kommun i Australien. Den låg i delstaten New South Wales, i den sydöstra delen av landet, omkring 23 kilometer väster om delstatshuvudstaden Sydney. Antalet invånare var 108 889. Arean var 40 kvadratkilometer.
Följande samhällen fanns i City of Holroyd:
- Merrylands
- Guildford West
- Girraween
- Holroyd